# Olympische Sommerspiele 1984/Teilnehmer (Luxemburg)
| Gelbes Symbol für Goldmedaillen mit stilisierten Olympischen Ringen | Graues Symbol für Silbermedaillen mit stilisierten Olympischen Ringen | Braundes Symbol für Bronzemedaillen mit stilisierten Olympischen Ringen |
| ------------------------------------------------------------------- | --------------------------------------------------------------------- | ----------------------------------------------------------------------- |
| —                                                                   | —                                                                     | —                                                                       |

Luxemburg nahm an den Olympischen Sommerspielen 1984 in Los Angeles, Vereinigte Staaten, mit einer Delegation von fünf Sportlern (vier Männer und eine Frau) teil.
Fahnenträger bei der Eröffnungsfeier war die Bogenschützin Jeannette Goergen-Philip.

## Teilnehmer nach Sportarten

### Bogenschießen
- André Braun
Einzel: 24. Platz

- Claude Rohla
Einzel: 32. Platz

- Jeannette Goergen-Philip
Frauen, Einzel: 16. Platz

### Leichtathletik
- Marc Agosta
Marathon: 54. Platz

### Schießen
- Roland Jacoby
Kleinkaliber liegend: 17. Platz